# Geert Hunaerts
Geert Hunaerts (Mortsel, 24 juli 1972) is een Vlaamse acteur.

## Biografie
Geert Hunaerts begon zijn carrière met de langspeelfilm Crazy Love van Dominique Deruddere in 1987. Hij is vooral bekend van de Team Spirit-films en -series, en zijn rollen in de televisiesoaps De Kotmadam, Familie en Thuis.
In 2006 deed Hunaerts mee aan Stanley's Route, een survivalprogramma met bekende Vlamingen; hij won dit programma. Hij nam ook deel aan het tweede seizoen van Steracteur Sterartiest, waarmee hij geld inzamelde voor Greenpeace. Hij strandde op de zesde plaats. In 2009 was hij lid van de Raad van de Gouden Plaat in Hartelijke groeten aan iedereen.
Hunaerts is gehuwd met Fien D'Heu, dochter van acteur Luk D'Heu en samen hebben ze een dochter (2007) en een zoon (2009).
In 2016 werd hij de nieuwe presentator van het VIJF-programma Help, mijn man is een klusser!.

## Rollen
- Meester, hij begint weer! (1985) - Geert
- Crazy Love (1987) - jonge Harry Voss
- Het Zilveren Hoekske (1989) - Bernd
- Spelen of sterven (1990) - Kees
- Commissaris Roos (1992) - John
- Meester! (1993-1994) - Geert
- De Kotmadam - (1994-1998) - Jo Van der Gucht
- Ons geluk (1995)
- Wittekerke - (1998) - Gino
- Heterdaad (1998) - Eddy
- Alle Maten (1999) - Jonas Schoenmaeckers
- Gilliams & De Bie (1999) - Bart Van Dam
- Team Spirit (2000) - Vic Schouten
- Familie (2000-2006) - Koen Lamoen
- De Makelaar (2001) - jongeman
- Magonia (2001) - Arend
- Costa! - (2001) - Peter
- Alias - (2002) - Dieter
- Volle maan - (2002) - Luc
- Team Spirit - (2003, 2005-2006) - Vic Schouten
- Team Spirit 2 (2003) - Vic Schouten
- Rupel - (2004) - Eric Broos
- Wittekerke (2006-2008) - Jokke Demeyer
- Grappa - (2006) - Jantje
- Flikken (2007) - Daan De Ridder
- Aspe (2007) - Paul Kenis
- Kinderen van Dewindt (2007) - voetballer
- Thuis (2007-heden) - Peter Vlerick
- Zone Stad (2007) - Diederik
- Grappa - (2008) - Ronny
- Mega Mindy (2009) - Willem Baksteen
- Aspe (2009) - David Peeters
- Aspe (2010) - Luc Kenis
- Witse (2011) - Steven Daelemans
- Vermist III (2011) - Mark Coppens
- Zone Stad (2012) - Johan Bastiaans
- Wolven (2013) - Hans Schuerwege
- Coppers (2016) - Dieter De Mey
- #hetisingewikkeld (2017, 2020) - Nicolas
- Team Spirit Nxt G3n (2025) - Vic Schouten

- Biblioteca Nacional de España: XX4605379
- Bibliothèque nationale de France: cb141885198 (data)
- Gemeinsame Normdatei: 1054241031
- International Standard Name Identifier: 0000 0001 1682 0853
- MusicBrainz: dfd8ff87-5f68-435c-ad87-b244881b0062
- Système universitaire de documentation: 19095549X
- Virtual International Authority File: 268362362
- WorldCat: E39PBJjXcVhPQ6kK6jdg7twBfq